# Fintické svahy
Fintické svahy je přírodní rezervace v oblasti Prešov.
Nachází se v katastrálním území obce Fintice v okrese Prešov v Prešovském kraji. Území bylo vyhlášeno či novelizováno v roce 1980 na rozloze 41,3300 ha. Rezervace je ve IV. stupni ochrany. Ochranné pásmo s 3. stupněm ochrany je 100 m od hranic chráněného území.
Podle nařízení vlády  č. 451 z 18. října 2023 je rozloha 746,510 ha a zahrnuje katastrální území obcí Fintice, Fulianka, Kapušany, Terňa, Tulčík, Veľký Šariš a Záhradné. Území je součásti Natura 2000.

## Předmět ochrany
PR je vyhlášena k ochraně teplomilné flóry a fauny severní části Slanských vrchů pro vědecké, výzkumné, vzdělávací a kulturně-výchovné účely.

## Flora a fauna
Kamenité svahy pohoří Stráže, které je tvořeno andezity, je místem výskytu suchomilných a teplomilných rostlin. Na vyhřátých svazích roste koniklec velkokvětý (Pulsatilla grandis), koniklec otevřený (Pulsatilla patens) a kosatec bezlistý (Iris aphylla).
Z živočichů jsou chráněny ještěrka zední (Podarcis muralis), kuňka žlutobřichá (Bombina variegata), netopýr velkouchý (Myotis bechsteinii). Z hmyzu jsou to bělásek východní (Leptidea morsei), ohniváček černočárný (Lycaena dispar), modrásek bahenní (Maculinea nausithous), modrásek očkovaný (Maculinea teleius) a přástevník kostivalový (Euplagia quadripunctaria).